# 三线短浆蟹
三线短桨蟹（学名：Thalamita demani）为梭子蟹科短桨蟹属的动物。分布于日本、澳大利亚、红海、马达加斯加以及中国大陆的西沙群岛等地，生活环境为海水，常栖息于水深10米左右的珊瑚礁中。其生存的海拔上限为-10米。